# علي حسين حتروش
علي حسين حتروش لاعب منتخب شباب العراق لكرة الصالات من مواليد 1997 عراقي الجنسية يسكن البصرة. يلعب حاليًّا لنادي نفط الجنوب بعدما كان يلعب لنادي بلدية البصرة وتوج معهم بلقب دوري العراق للصالات موسم 2017. تحت قيادة المدرب علي طالب استدعي ليشارك مع منتخب العراق لكرة الصالات في بطولة آسيا للشباب في تايلند 2017 وسجل هدفين في شباك منتخب أوزبكستان.